# ماونتین پالومار (کالیفرنیا)
ماونتین پالومار (به انگلیسی: Palomar Mountain) یک منطقهٔ مسکونی در ایالات متحده آمریکا است که در شهرستان سن دیگو، کالیفرنیا واقع شده است. ماونتین پالومار ۱٬۶۲۳٫۰۸ متر بالاتر از سطح دریا قرار دارد.